# Rancho Nuevo (västra Ciudad Valles kommun)
Rancho Nuevo är en ort i Mexiko.   Den ligger i kommunen Ciudad Valles och delstaten San Luis Potosí, i den centrala delen av landet, 290 km norr om huvudstaden Mexico City. Rancho Nuevo ligger 135 meter över havet och antalet invånare är 315.
Terrängen runt Rancho Nuevo är kuperad västerut, men österut är den platt. Runt Rancho Nuevo är det ganska tätbefolkat, med 78 invånare per kvadratkilometer. Närmaste större samhälle är Ciudad Valles, 15,7 km sydost om Rancho Nuevo. Omgivningarna runt Rancho Nuevo är en mosaik av jordbruksmark och naturlig växtlighet.